# Imogen Hassall
Imogen Hassall est une actrice britannique, née le 25 août 1942 à Woking (Surrey, Angleterre), morte le 16 novembre 1980 à Wimbledon (Angleterre).

## Biographie
Son grand-père, John Hassall, et sa tante, Joan Hassall, sont des illustrateurs reconnus, tandis que son père, Christopher Hassall (en) est un poète.
Imogen Hassell étudie l'art dramatique à la London Academy of Music and Dramatic Art et débute au théâtre à la fin des années 1950. Notamment, elle joue à Londres en 1964 dans The Reluctant Peer de William Douglas-Home, aux côtés de Sybil Thorndike et Naunton Wayne.
Au cinéma, elle contribue à treize films britanniques sortis de 1965 à 1979, dont Quand les dinosaures dominaient le monde de Val Guest (1970, film fantastique avec Victoria Vetri et Patrick Allen). S'y ajoute le film américain El Condor de John Guillermin (1970, western avec Jim Brown et Lee Van Cleef).
Pour la télévision, elle collabore à dix-huit séries entre 1963 et 1972, parmi lesquelles  Chapeau melon et bottes de cuir (épisode Remontons le temps) , Le Saint (trois épisodes, 1964-1968, avec Roger Moore dans le rôle-titre) et Amicalement vôtre (un épisode, 1971, avec Roger Moore et Tony Curtis). Elle apparaît aussi dans un téléfilm diffusé en 1972.
En 1980, Imogen Hassall se suicide dans sa maison à Wimbledon.
Elle est la fille du lyriciste Christopher Hassall (en) (1912-1963), collaborateur habituel d'Ivor Novello (son parrain).

## Théâtre (sélection)
- 1958-1959 : The Amazing Adventures of Miss Brown de (et mise en scène par) Peggy Ann Wood (à Bristol)
- 1964 : The Reluctant Peer de William Douglas-Home (à Londres)
- 1968 : La Gouvernante italienne (The Italian Girl), adaptation par James Saunders et Iris Murdoch du roman éponyme de cette dernière (à Bristol)

## Filmographie

### Cinéma
- 1965 : The Early Bird de Robert Asher : La secrétaire de Sir Roger
- 1966 : Press for Time de Robert Asher : Une suffragette (non créditée)
- 1967 : Bedtime de John Irvin (court métrage) : rôle non spécifié
- 1967 : Les Turbans rouges (The Long Duel) de Ken Annakin : Tara
- 1970 : Quand les dinosaures dominaient le monde (When Dinosaurs Ruled the Earth) de Val Guest : Ayak
- 1970 : Mumsy, Nanny, Sonny & Girly de Freddie Francis : La petite amie
- 1970 : Carry on Loving de Gerald Thomas : Jenny Grubb
- 1970 : El Condor de John Guillermin : Dolores
- 1970 : Toomorrow de Val Guest : Amy
- 1970 : Suceurs de sang (Incensed for the Damned) de Robert Hartford-Davis : Chriseis
- 1970 : La Vierge et le Gitan (The Virgin and the Gipsy) de Christopher Miles : L'épouse du gitan
- 1970 : Take a Girl Like You de Jonathan Miller : Samantha
- 1973 : White Cargo de Ray Selfe : Stella
- 1979 : Adieu canaille (Licensed to Love and Kill) de Lindsay Shonteff : Mlle Martin

### Télévision
- 1963 : ITV Television Playhouse (Série TV) : La brune
- 1963 : It Happened Like This (Série TV) : Mlle Jeryl
- 1963 : The Dickie Henderson Show (Série TV) : Rôle non spécifié
- 1963 : The Scales of Justice (Série TV) : Mme Yvonne Purvis
- 1963 : Ce sentimental M. Varela (The Sentimental Angent) de Charles Frend (Série TV) : Nikki
- 1964-1968 : Le Saint (The Saint) de Roy Ward Baker (Série TV) : Sophia Arnetas / Nadya / Malia Gupta
- 1965 : No Hiding Place (Série TV) : Jane Bowden
- 1967 : Theatre 625 (Série TV) : Mme Kanyl
- 1967 : Chapeau melon et bottes de cuir (The Avengers) (Série TV) : Anjali
- 1967 : Champion House (Série TV) : Christina
- 1967 : BBC Play of the Month (Série TV) : Ata
- 1967 : The Troubleshooters (Série TV) : Nancy Clucas
- 1967-1968 : The Wednesday Play (Série TV) : Rogation (Voix) / Yasmina
- 1968 : Les Champions (The Champions) (Série TV) : Cleo
- 1970 : Softly, Softly : Task Force (Série TV) : Molly Carson
- 1971 : Amicalement vôtre (The Persuaders) de Basil Dearden (Série TV) : Maria Lorenzo
- 1972 : Jason King (Série TV) : Gina
- 1972 : Images de Francis Fuchs et David Mallet (Téléfilm) : Rôle non spécifié
- 1972 : And Mother Makes Three (Série TV) : Virginia